# الک اوتگوف
الک اوتگوف (به انگلیسی: Alec Utgoff) (زاده ۱ مارس ۱۹۸۶) بازیگر اوکراینی است.
از فیلم‌های معروف او می‌توان به بازی در فیلم جک رایان اشاره کرد.